# Esprit

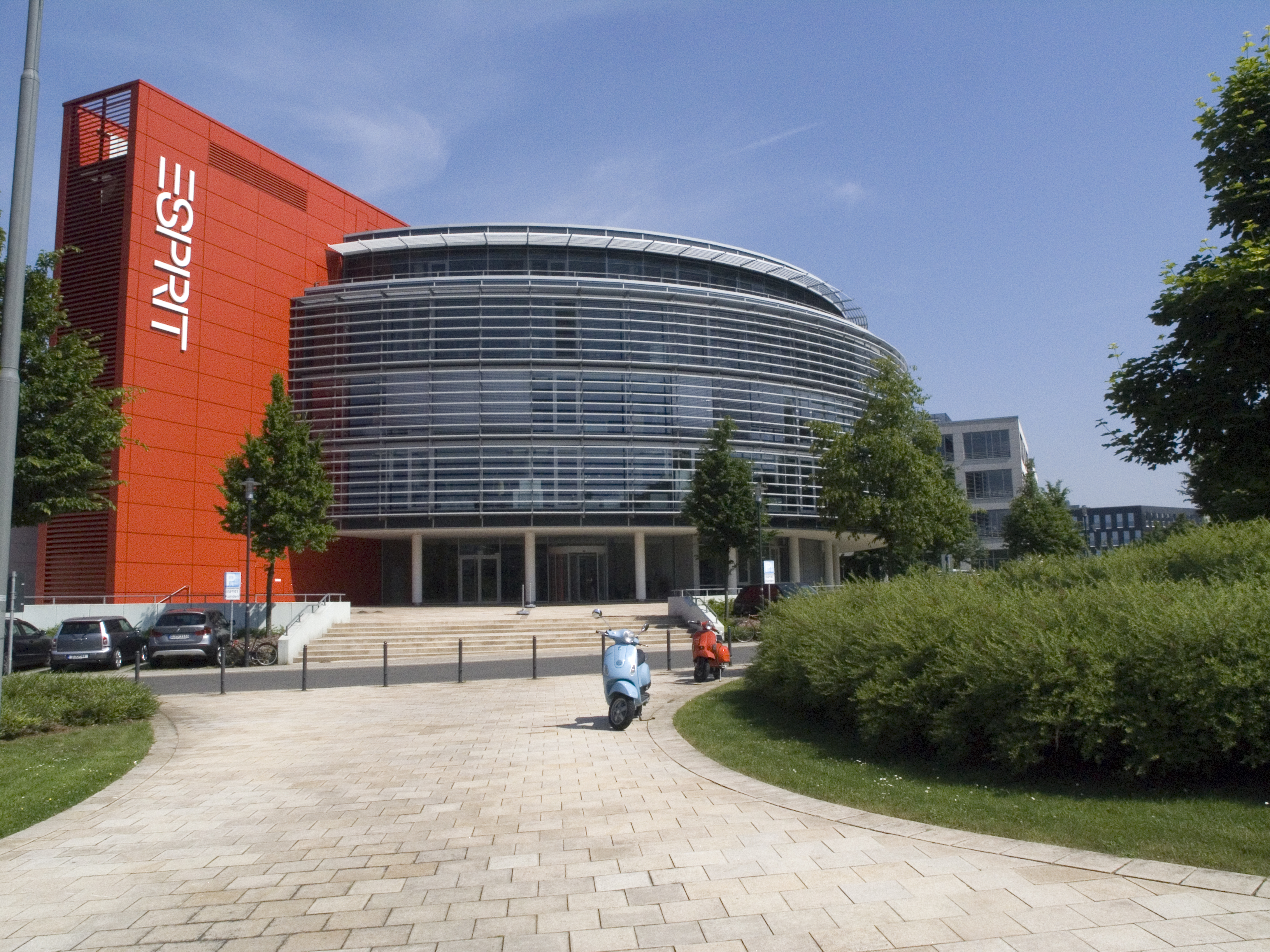
Европейская штаб-квартира в Ратигене

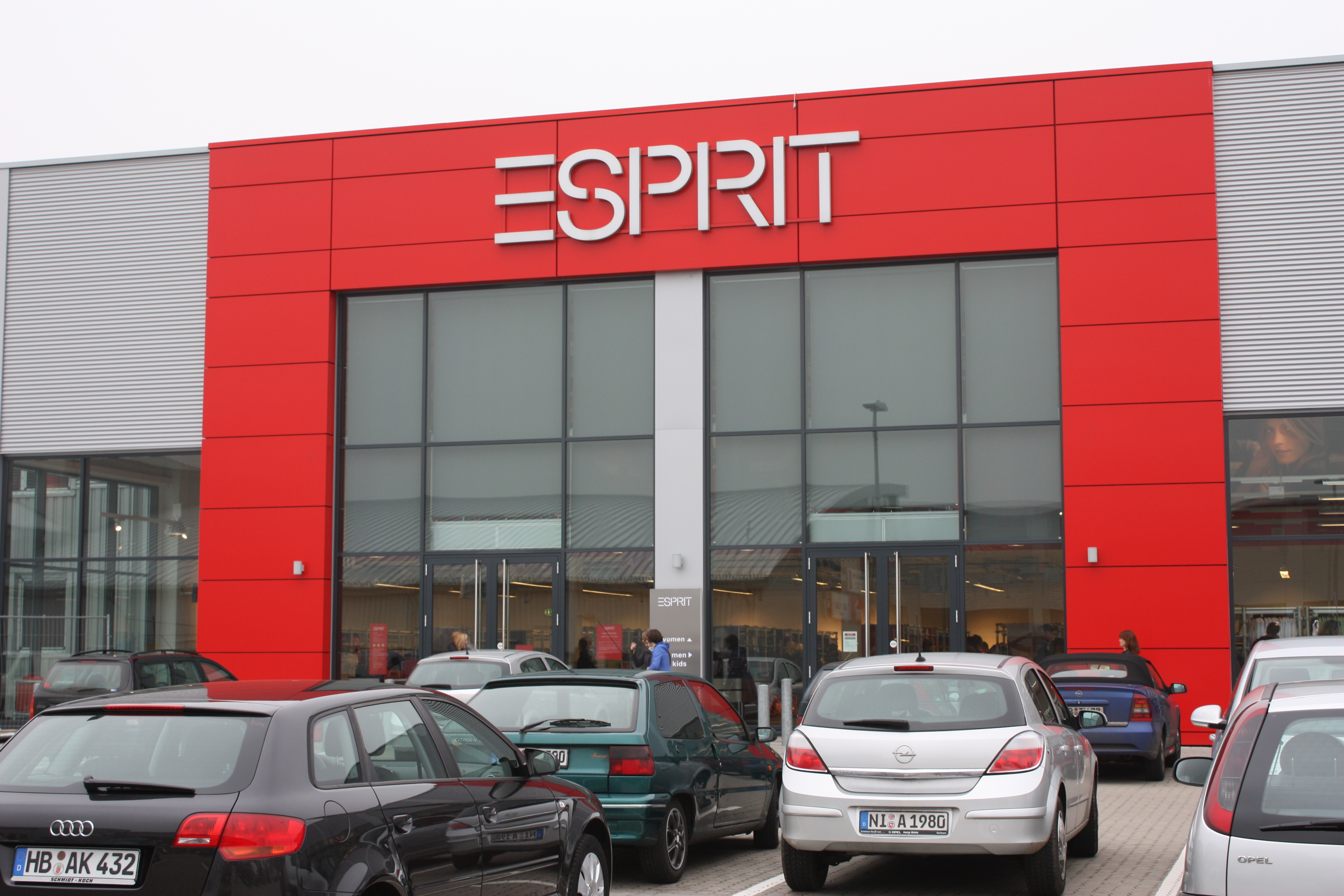
Магазин Esprit в Германии

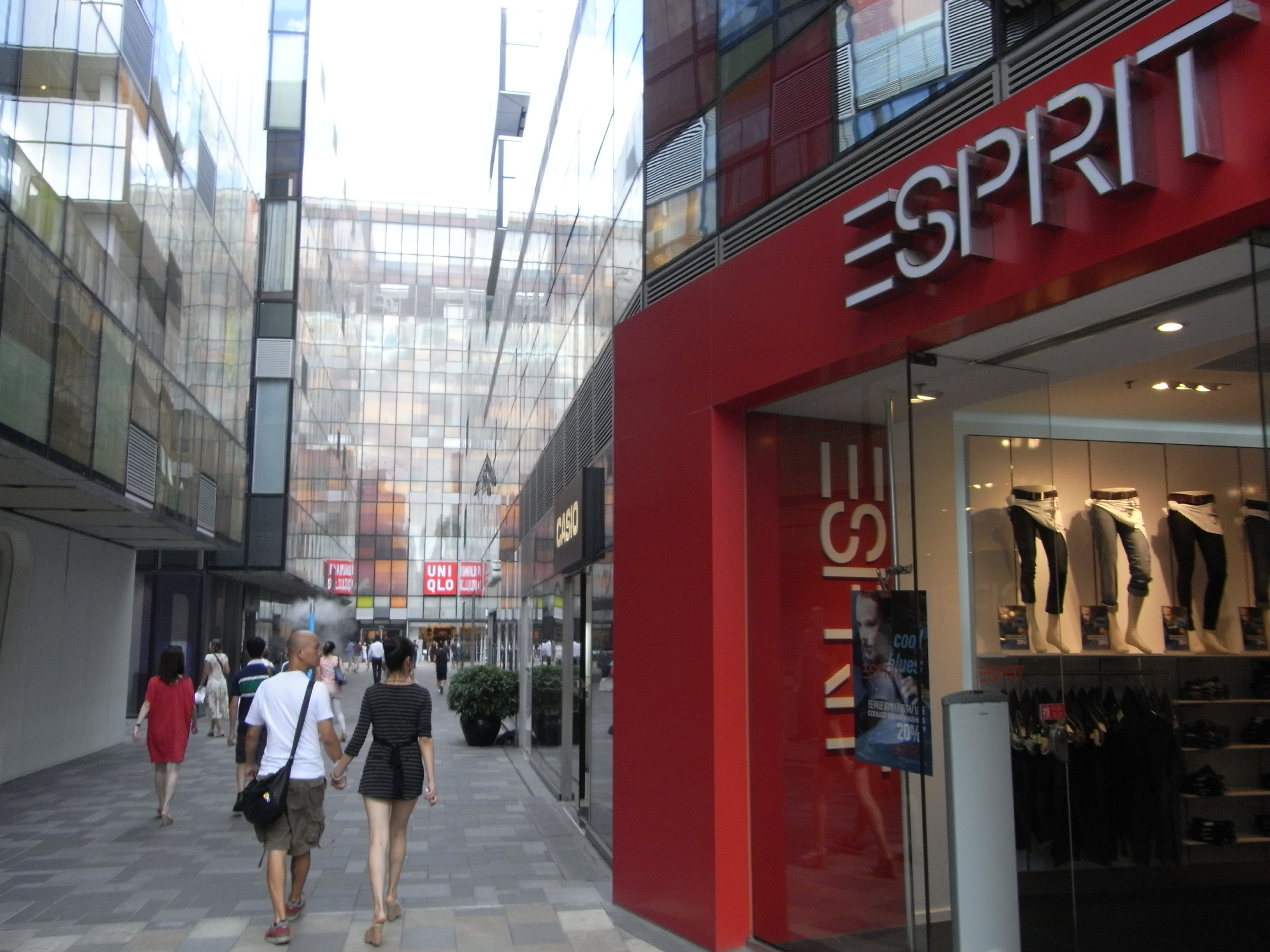
Магазин Esprit в Китае

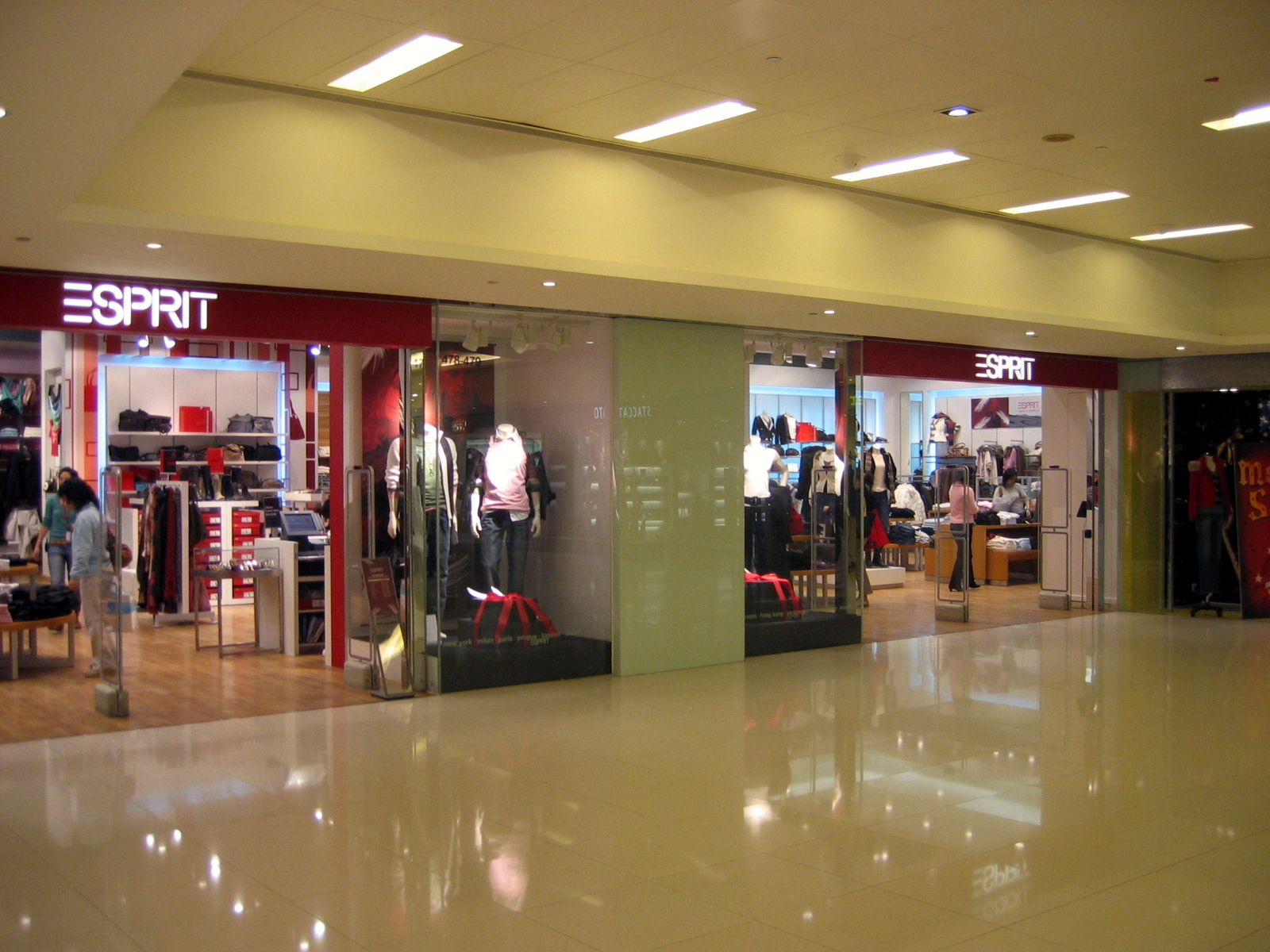
Магазин Esprit в Гонконге

Esprit Holdings (思捷環球控股有限公司) — мировой производитель и дистрибьютор разнообразных товаров под брендом Esprit (одежда, бельё, обувь, аксессуары, спорттовары, ювелирные изделия, часы, косметика и парфюмерия, игрушки, детские товары, предметы домашнего обихода, в том числе ковры, домашний текстиль, светотехника, мебель, обои), а также товаров под брендом edc (в 2007 году стал самостоятельным) и косметики под брендом Red Earth. Европейская штаб-квартира компании расположена в немецком городе Ратинген, азиатская — в Гонконге.

## История
Компания возникла в 1968 году в Сан-Франциско под названием «Plain Jane Dress». В 1971 году она была официально зарегистрирована в США под именем «Esprit de Corp», а сотрудничество основателей Сьюзи и Дуга Томпкинс с предпринимателем Майклом Ином привело к созданию в Гонконге дальневосточного филиала компании. В 1976 году в Германии открылся европейский филиал Esprit, в 1978 году оборот компании превысил 100 млн долларов, в 1979 году был создан современный логотип Esprit. В 1993 году Esprit Holdings появился в листинге Гонконгской фондовой биржи. 
В конце 1990-х и начале 2000-х годов Esprit переживала значительный и быстрый финансовый рост на многих рынках за пределами США. На пике своего развития рыночная капитализация Esprit Holdings превышала 20 миллиардов долларов США. После финансового кризиса 2008 года Esprit Holdings столкнулась с рядом финансовых неудач и потерь на рынке. 
К 2007 году компания открыла более 500 собственных розничных магазинов и управляла более 2000 магазинов, работающих по франчайзингу.
В Москве первый магазин Esprit открылся 20 декабря 2003 года. По состоянию на март 2011 года в Esprit Holdings работало более 14 тыс. человек, рыночная стоимость корпорации составляла почти 6,2 млрд долларов, а продажи — более 4,3 млрд долларов (в 2007 году — 3,2 млрд долларов).
С началом пандемии COVID-19 Esprit постепенно закрыла все магазины в Китае, Тайване, Сингапуре, Гонконге, Малайзии и Макао.
К осени 2022 года, после 5 лет убытков, компания вернулась к прибыльности в размере 48,5 млн долларов при выручке в 1 млрд долларов.

## Структура
Esprit Holdings контролирует более 850 собственных магазинов в 40 странах мира. Кроме того, компания распространяет свою продукцию через более чем 15 тыс. других торговых точек. Часть товаров по лицензии выпускают другие компании: парфюмерию — Coty и Lancaster, часы и ювелирные изделия — Egana, носки и колготки — Falke.